# Zegel van New York (staat)

Zegel van New York.

Het zegel van de staat New York is blauw met in het midden het wapen van deze Amerikaanse staat, dat ook centraal op de vlag van New York staat. Het wapen wordt omringd door de tekst The Great Seal of the State of the New York ("Het Grootzegel van de Staat van het Nieuwe York").
Het schild wordt ondersteund door twee figuren. Deze twee zijn de godin van de Vrijheid (links) en de godin van de Gerechtigheid. De godin van de vrijheid toont het revolutionaire symbool van de Frygische muts; haar linkervoet staat op een kroon. De geblinddoekte godin van de Gerechtigheid draagt een zwaard en een weegschaal.
Het wapenschild toont de Hudsonrivier en zijn omgeving. De twee schepen symboliseren de binnenlandse en internationale handel, die beide belangrijk zijn voor de staat New York. Boven op het wapenschild staat een wereldbol (met het westelijk halfrond zichtbaar) en daarop een adelaar. Het motto Excelsior is Latijn en betekent "Altijd omhoog."